# 前田昌彦
前田 昌彦 (まえだ まさひこ、1969年2月10日 - ) は、日本の自動車技術者。元トヨタ自動車取締役で、同社執行役員副社長兼Chief Technology Officer、トヨタZEVファクトリー本部長、クルマ開発センターセンター長、豊田自動織機取締役を歴任。

## 人物・経歴
東京都生まれ。1994年東北大学大学院工学研究科修了、トヨタ自動車入社、第一パワートレーン設計部配属。直列6気筒エンジンの開発などに携わったのち、チーフエンジニア希望だったため2001年から製品企画部に異動し、トヨタIMVプロジェクトに参加した。その後、トヨタ・プリウス ZVW30や、8代目トヨタ・ハイラックスの開発を行った。
2015年トヨタ自動車TNGA企画部性能・アーキテクチャ企画室主査。2016年戦略副社長会事務局主査。同年CV Company CVZ ZBチーフエンジニア。2018年常務役員新興国小型車カンパニーPresident。2019年トヨタ自動車執行役員新興国小型車カンパニーPresident、中国・アジア本部副本部長、トヨタ ダイハツ エンジニアリング アンド マニュファクチャリング会長兼社長、インドネシアトヨタ自動車会長。
2020年トヨタ自動車執行役員、Chief Technology Officer、クルマ開発センターセンター長、パワートレーンカンパニーPresident 兼 同統括部部長、アイシン・エィ・ダブリュ取締役。2021年1月、執行役員としてトヨタシステムサプライ担当、トヨタZEVファクトリー本部長を兼務。2021年6月豊田自動織機取締役。2022年トヨタ自動車取締役・執行役員副社長、Chief Technology Officer、クルマ開発センターセンター長、トヨタZEVファクトリー本部長。
2023年4月にトヨタ自動車執行役員副社長を退任し、CTOなどの技術部門の担当から、アジア本部（本部長）、中国本部（副本部長）、トヨタ モーター アジア パシフィック（株）、トヨタ ダイハツエンジニアリング アンド マニュファクチャリング（株）に担当が変更された。同年6月の株主総会で同社取締役からも退任。